# جورج بوست
الدكتور جورج أدورد پوست (بالإنجليزية: George E. Post)‏ (1909-1838) عالم نبات وأستاذ جامعي أمريكي عمل في الكلية السورية البروتستانتية في بيروت (التي أصبحت تعرف فيما بعد باسم الجامعة الأمريكية في بيروت). ساهم بوست في توثيق أكثر من ثلاثة آلاف نوع نباتي وتوصيفها من خلال دراسة مسحية شملت كامل سوريا الطبيعية من مرعش إلى رأس محمد. نشرت الدراسة ككتاب بعنوان نباتات سوريا وفلسطين وسيناء: من طوروس إلى رأس محمد ومن البحر المتوسط إلى بادية الشام. صدر عن مطبعة الكلية السورية البروتستانتية في بيروت، سوريا عام 1896. يعد الكتاب أشمل وأقدم المراجع التي توثق نباتات بلاد الشام في العصر الحديث. وصف بوست رسميا 221 نباتًا، كثير منها من أنواع البوصير (باللاتينية: Verbascum). أنشأ معشبا في الجامعة الأمريكية يعرف اليوم باسمه. سمي باسمه شارع في رأس بيروت قرب الجامعة الأمريكية، وأطلق اسمه على أنواع عديدة من النباتات الشامية.

## آثاره
من آثاره بالعربية:
- «مبادئ علم النبات».
- «علم الحيوان».
- «الصباح في صناعة الجرّاح».[3]

## من الأنواع التي وصفها
- الأذينة مسطحة السقف (باللاتينية: Phlomis platystegia)
- البوصير العنتابي (باللاتينية: Verbascum aintabicum)
- خرشوف حوراني (باللاتينية: Cynara auranitica)
- ضلع البقرة البواسييري (باللاتينية: Bupleurum boissieri)
- فيرولة باربي (باللاتينية: Ferula barbeyi)
- فيرولة بيلاسي (باللاتينية: Ferula bilasi)
- فيرولة قبرصية (باللاتينية: Ferula cypria)
- قنطريون اللجاة (باللاتينية: Centaurea trachonitica)
- كوزنية وشنية (باللاتينية: Cousinia wesheni Post)

## من الأنواع التي سميت تكريما له
- جريس بوست (باللاتينية: Campanula postii)
- كوزنية بوستية (باللاتينية: Cousinia postiana C. Winkl.)